# Shufa (Tulkarem)
Shufa, en arabe : شوفه, est un village du gouvernorat de Tulkarem en Palestine, au nord-ouest de la Cisjordanie. Il est situé à 6 kilomètres au sud-est de Tulkarem. Selon le recensement du Bureau central palestinien des statistiques, la localité compte une population de 1 350 habitants en 2017.